# Tres Picos (Chiapas)
Tres Picos es una localidad urbana en el municipio de Tonalá, Chiapas. Con el nombre de Ejido Los Cocos, se ubica a 33 km de la ciudad de Tonalá. A nivel municipal es la tercera localidad más poblada, después de Tonalá y Paredón. En la región IX Istmo-Costa es la sexta. Catalogada como la segunda cabecera del municipio por ubicación geográfica y diferentes funciones, ya que un gran número de personas de las localidades circunvecinas como: Mojarras, El Jobo, San Andrés, Nuevo Milenio La Guadalupe, La Joyita 1 y 2, Benito Juárez, Juan Sabines, Rio Bravo, Piedritas, El Roble, Flores Magon, Natalio Vazquez, Unión y Progreso, diariamente arriban a Tres Picos.

## Topónimo
El nombre Tres Picos se debe a que en los años de esplendor del Ferrocarril Panamericano, el arribo a la comunidad del Ejido Los Cocos era inminente cuando se observaban los cerros de Bernal, San Pedro y El Espolón, lo cual desde la lejanía se visualizaba como una sola montaña con tres promontorios. Este efecto visual solo es posible observarlo desde la vía del ferrocarril en dirección de este a oeste. Es por ello, que la estación ferroviaria recibió el nombre de “Estación Tres Picos”, con el cual, también se le conoce a la comunidad ejidal.

## Historia
Los trabajos del ferrocarril de Tonalá a Pijijiapan se iniciaron en noviembre de 1904, llegan a Tres Picos en enero de 1906, a Pijijiapan el 8 de marzo de 1906, a la Cd. de Mapastepec en mayo de ese mismo año; luego llega el ferrocarril a Acapetahua en los primeros meses de 1907, a Huixtla llega hasta junio de 1907. Posteriormente, en octubre de ese año llega a Huehuetán, y es hasta el 15 de abril de 1908 que llega a Tapachula. Se termina el 1 de julio de 1908 cuando llegan a Suchiate, frontera con Guatemala. La labor de construcción no era fácil, porque tenían que trabajar en temporada de secas, pues las lluvias abundantes de los meses de mayo a noviembre no dejaban trabajar. Fue una lucha contra el clima y las inclemencias del trópico chiapaneco.
Los terrenos del ahora ejido fueron parte de la Hacienda "Pedro de los Mangos", una finca dedicada a la extracción maderera y que en los inicios del Ferrocarril Panamericano exportaba la empresa norteamericana "Mexico Land Security". Después de un tiempo los lugareños iniciaron una querella legal por la explotación de las tierras.
En 1924, el Gobierno Federal les concedió las tierras a 230 ejidatarios y se constituyó el Ejido Los Cocos.

## Educación
Cuenta con escuelas para los tres niveles básicos, dos jardines de niños Justo Sierra y Venustiano Carranza, tres primarias Lisandro Calderón, Revolución y la Rosario castellanos, siendo la primera la que alberga más del 50% de los estudiantes de este nivel en el poblado. Una secundaria Belisario Domínguez, y una escuela de nivel bachillerato COBACH plantel 063.

## Economía
Tres Picos a nivel municipal es la población más próspera en materia de ganadería, sus alrededores están llenos de potreros, los cuales se usan para la crianza de ganado vacuno, esto a originado que Tres Picos sea también el principal productor y exportador de productos lácteos del municipio.
En menor medida destaca la pesca en la laguna la joya y la agricultura, ya que productos como el maíz, la sandía, y el mango son producidos y exportados anualmente.

## Deportes

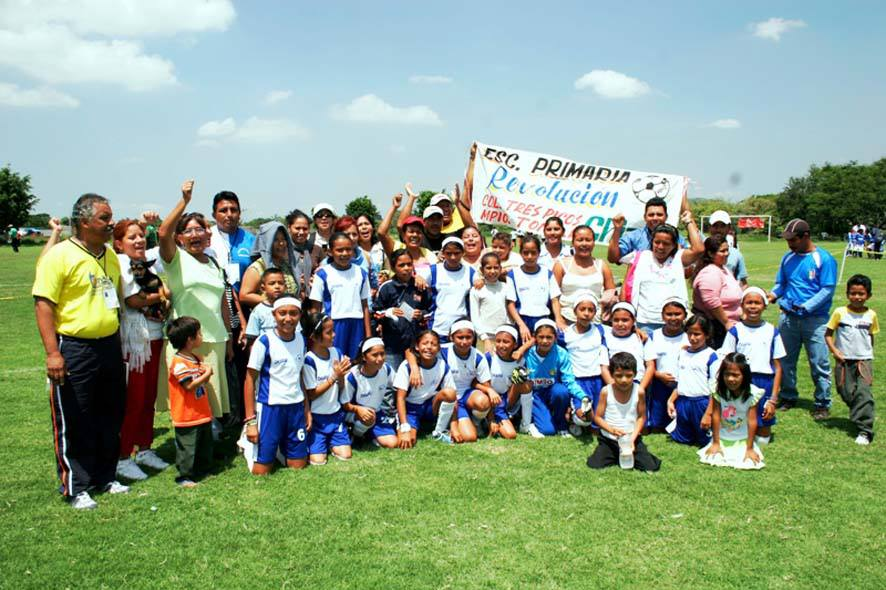
Selección de Futbol Femenil Esc. Prim. "Revolucion"

El deporte más practicado y con mayor número de aficionados en Tres Picos es el fútbol, dónde anualmente se realizan diferentes torneos y ligas de soccer y rápido, tanto en la rama varonil como en femenil. Uno de los mayores logros en este deporte es el campeonato estatales por parte de la escuela primaria revolución en el 2008.
El béisbol tiene una afición sólida en la localidad, atrayendo a un gran número de espectadores. Anualmente Tres Picos participa en la liga municipal con el club Venaditos.
El voleibol es uno de los deportes también practicados pero no de forma oficial como el futbol o el béisbol ya que no existe una liga. Aunque en la última década ha perdido seguidores, cabe recordar que el voleibol en la rama femenil fue el primer deporte en que Tres Picos descato a nivel estatal y nacional, obteniendo 4 campeonatos estatales en COBACH, y 4 más a nivel secundaria. Siendo este el deporte que más títulos estatales le ha dado. El último año se dio un realce ya que la Primaria profesor lisandro Calderón obtuvo dos pases estatales al tornero de vóleibol cancelado por la contingencia del Covid-19.

## Festividades y puntos de interés
La festividad más importante es la feria de San Pedro Apóstol la cual se lleva a cabo el 29 de junio de cada año siendo la segunda de mayor afluencia en el municipio, solo por detrás de la feria de San Francisco de Asís. En dicha celebración se llevan a cabo actividades como: ofrendas con carros alegóricos, carreras de caballos, eventos musicales y de folklóricos, juegos mecánicos, torneos deportivos.
Entre los puntos de interés aledaños a Tres Picos están:
- El Río Pedregal
- Cascada Velo de Novia en Unión y Progreso
- Manglares de la laguna La Joya
- Cerro el Bernal
- Río Las Hermanas
- Benito Juárez